# NGC 6988
NGC 6988 est une galaxie spirale située dans la constellation du Dauphin. Sa vitesse par rapport au fond diffus cosmologique est de 4 253 ± 22 km/s, ce qui correspond à une distance de Hubble de 62,7 ± 4,4 Mpc (∼205 millions d'al). NGC 6988 a été découverte par l'astronome allemand Albert Marth en 1863.
NGC 6988 présente une large raie HI.
La base de données HyperLeda classe cette galaxie comme elliptique, mais il est évident selon l'image du relevé SDSS qu'il s'agit d'une galaxie spirale.